# Військово-повітряна академія (фільм, 1935)
«Військово-повітряна академія» (англ. West Point of the Air) — американська драма режисера Річарда Россона 1935 року.

## Сюжет
Картина про підготовку американських льотчиків.

## У ролях
- Воллес Бірі — Великий Майк Стоун
- Роберт Янг — Маленький Майк Стоун
- Льюїс Стоун — генерал Картер
- Морін О'Салліван — його дочка
- Расселл Гарді — її брат Філ
- Розалінд Расселл — Ніч Маршалл
- Джеймс Глісон — «Багз»
- Генрі Ведсворт — лейтенант Петтіс
- Роберт Лівінгстон — Піпінжер
- Френк Конрой — капітан Кеннон
- Дж. Пет Коллінз — лейтенант Келлі